# 喬許·比弗
喬許·比弗（英語：Joshua Beaver；1993年3月1日—）是一位澳大利亞游泳運動員，擅長仰泳。他代表澳大利亞參加2016年奧運會100米仰泳和200米仰泳的比賽。他也代表澳大利亞參加了2015年世界游泳錦標賽。